# Система баз данных
Понятие система баз данных используется как в широком, так и в узком смысле.
В широком смысле система баз данных понимается фактически как синоним понятия информационная система и включает в себя данные, аппаратное обеспечение, программное обеспечение и пользователей.
В узком смысле система баз данных понимается как СУБД с управляемой ею базой данных, возможно, уже наполненной.